# Man of the World
Man of the World là cuộc thi sắc đẹp dành cho nam giới quốc tế bắt đầu vào năm 2017 nhằm tuyên truyền vận động, nhấn mạnh tầm quan trọng của giáo dục và phát triển nghề nghiệp. Cuộc thi được tổ chức bởi Tổ chức Prime Event Productions Philippines (PEPPs), tổ chức này cũng tổ chức cuộc thi Misters of Filipinas hàng năm.
Man of the World hiện tại là Juul Missiaen đến từ Tây Ban Nha.

## Người giữ danh hiệu
| Lần thứ | Năm  | Ngày                | Man of the World                            | Á vương                                 | Á vương                             | Á vương                                         | Á vương                      | Nơi tổ chức           | Số thí sinh | T.k.                               |
| Lần thứ | Năm  | Ngày                | Man of the World                            | 1                                       | 2                                   | 3                                               | 4                            | Nơi tổ chức           | Số thí sinh | T.k.                               |
| ------- | ---- | ------------------- | ------------------------------------------- | --------------------------------------- | ----------------------------------- | ----------------------------------------------- | ---------------------------- | --------------------- | ----------- | ---------------------------------- |
| 1       | 2017 | 28 tháng 7 năm 2017 | Mustafa Galal Elezali · Ai Cập              | Nguyễn Hữu Long · Việt Nam              | Abou Sahyoun Wassim · Palestine     | Không trao giải                                 | Không trao giải              | Pasay, Philippines    | 28          | [ 1 ] [ 2 ] [ 3 ] [ 4 ]            |
| 2       | 2018 | 14 tháng 7 năm 2018 | Cao Xuân Tài · Việt Nam                     | Clint Karkliñs Peralta · Philippines    | Bjorn Camilleri · Malta             | Ondřej Valenta · Séc                            | Natapol Srisam · Thái Lan    | San Juan, Philippines | 27          | [ 5 ] [ 6 ] [ 7 ] [ 8 ] [ 9 ]      |
| 3       | 2019 | 11 tháng 7 năm 2019 | Daniel Georgiev · Bulgaria · (Truất ngôi)   | Jin Kyu Kim · Hàn Quốc · (Thay ngôi)    | Jean Fillippe Vitor Silva · Brasil  | Jakub Jurčák · Séc                              | John Paul Ocat · Philippines | San Juan, Philippines | 30          | [ 12 ] [ 13 ] [ 14 ] [ 15 ] [ 16 ] |
| 4       | 2022 | 18 tháng 6 năm 2022 | Aditya Khurana · Ấn Độ                      | Vladimir Grand · Ukraina                | Nadim El Zein · Philippines         | Tjardo Vollema · Hà Lan                         | Nguyễn Hữu Anh · Việt Nam    | Baguio, Philippines   | 22          | [ 17 ] [ 18 ] [ 19 ] [ 20 ] [ 21 ] |
| 5       | 2023 | 16 tháng 6 năm 2023 | Jin Wook Kim · Hàn Quốc                     | Henry Wong · Hồng Kông                  | James Reggie Vidal · Philippines    | Robert Alexander Espaillat · Puerto Rico        | Lâm Kim Khánh · Việt Nam     | Makati, Philippines   | 24          | [ 22 ] [ 23 ] [ 24 ]               |
| 6       | 2024 | 26 tháng 7 năm 2024 | Sergio Alejandro Azuaga Piñango · Venezuela | Kenneth Vincent Cabungcal · Philippines | Gwen Jegouzo · Pháp                 | Fernando Ezequiel Padín Rodríguez · Puerto Rico | Sebastián Mora · Ecuador     | Manila, Philippines   | 23          | [ 25 ] [ 26 ] [ 27 ]               |
| 7       | 2025 | 31 tháng 5 năm 2025 | Juul Missiaen · Tây Ban Nha                 | Israel Sierra · México                  | Sittichoke Panitloedtewa · Thái Lan | Jan Jiránek · Séc                               | Sworman Delgado · Panamá     | Quezon, Philippines   | 27          | [ 28 ] [ 29 ]                      |

### Quốc gia/vùng lãnh thổ theo số lần chiến thắng
| Quốc gia    | Số lần | Năm        |
| ----------- | ------ | ---------- |
| Hàn Quốc    | 2      | 2019, 2023 |
| Ai Cập      | 1      | 2017       |
| Việt Nam    | 1      | 2018       |
| Bulgaria    | 1      | 2019       |
| Ấn Độ       | 1      | 2022       |
| Venezuela   | 1      | 2024       |
| Tây Ban Nha | 1      | 2025       |

## Danh sách đại diện Việt Nam
Chú thích màu
- : Nam vương
- : Á vương
- : Top chung kết
- : Top bán chung kết
- : Được giải thưởng đặc biệt

| Năm  | Đại diện        | Quê quán              | Danh hiệu quốc gia                                         | Thứ hạng         | Giải thưởng đặc biệt                                                                 | T.k.   |
| ---- | --------------- | --------------------- | ---------------------------------------------------------- | ---------------- | ------------------------------------------------------------------------------------ | ------ |
| 2017 | Nguyễn Hữu Long | Hà Nội                | Bổ nhiệm - (Giải Vàng Siêu mẫu Việt Nam 2012)              | Á vương 1        | 2 - - Best Formal Wear - Missosology People's Choice                                 | [ 30 ] |
| 2018 | Cao Xuân Tài    | Đà Nẵng               | Bổ nhiệm - (Á quân Vietnam Fitness Model 2017)             | Man of the World | 4 - - Best in Casual Wear - Best in Swimwear - Mister Pervil - Darlings of the Press | [ 31 ] |
| 2019 | Tạ Công Phát    | Quảng Ngãi            | Bổ nhiệm - (Á quân Vietnam Fitness Model 2019)             | Top 18           | 1 - - 1st Runner-up Fashion of the World                                             |        |
| 2022 | Nguyễn Hữu Anh  | Quảng Ngãi            | Bổ nhiệm - (Quán quân Vietnam Fitness Model 2021)          | Á vương 4        | 3 - - Best in BAHAG - Best in Swimwear - Best in National Costume                    |        |
| 2023 | Lâm Kim Khánh   | Thành phố Hồ Chí Minh | Bổ nhiệm - (Á quân Fitness Model World Vietnam 2022)       | Á vương 4        | 3 - - Press Favorite - Best Physique - Best in Swimwear                              |        |
| 2024 | Đoàn Công Vinh  | Tây Ninh              | Bổ nhiệm                                                   | Top 10           | 3 - - Multimedia Award - Best Physique - Fashion of the World                        |        |
| 2025 | Lý Minh Quân    | Thành phố Hồ Chí Minh | Bổ nhiệm - (Top 10 Mister Fitness Supermodel Vietnam 2024) | Top 18           | 2 - - Man of the World Charity - Best Physique                                       | [ 32 ] |